# Les Stevens
Les Stevens (ur. 6 marca 1951, zm. 25 kwietnia 2020) − angielski bokser, brązowy medalista Mistrzostw Europy 1971, brązowy medalista Igrzysk Wspólnoty Narodów 1970 oraz brązowy medalista Mistrzostw Europy Juniorów 1970. Wszystkie tytuły zdobywał w kategorii ciężkiej.

## Kariera amatorska
W lipcu 1970 roku był uczestnikiem Igrzysk Wspólnoty Narodów 1970 w Edynburgu. W ćwierćfinale igrzysk pokonał na punkty reprezentanta gospodarzy, Szkota Jamesa Gilmoura, wygrywając z nim na punkty. Rywalizację zakończył na półfinale, w którym przegrał z Irlandczykiem Johnem McKintym. We wrześniu 1970 był uczestnikiem meczu międzypaństwowego pomiędzy drużyną Anglii a USA. W pojedynku kategorii ciężkiej rywalem Stevensa był Jerry Daniels, który zwyciężył na punkty. Ostatecznie drużyna Anglii odniosła wysokie zwycięstwo, wygrywając 18:4.
W listopadzie 1970 roku zdobył brązowy medal na pierwszych w historii Juniorskich Mistrzostwach Europy. W ćwierćfinale kategorii ciężkiej rywalem Stevensa był Rumun Dumitru Zelinta. Walka zakończyła się zwycięstwem Anglika, który zwyciężył przez techniczny nokaut w pierwszej rundzie. W półfinałowej walce Anglika pokonał reprezentant Bułgarii Atanas Suvandzhiev, który zwyciężył na punkty.
W maju 1971 roku został mistrzem Wielkiej Brytanii w kategorii ciężkiej. W finale pokonał na punkty Irlandczyka Johna McKinty'ego. W lipcu tego samego roku był uczestnikiem 19. Mistrzostw Europy, które miały miejsce w Madrycie. Rywalizację na turnieju Stevens rozpoczął od pokonania w 1/8 finału reprezentanta Francji Alaina Victora, pokonując go przed czasem w trzeciej rundzie. W ćwierćfinale wyeliminował reprezentanta Turcji Gülali Özbeya, pokonując go na punkty. W półfinale przegrał przez nokaut w pierwszej rundzie z reprezentantem ZSRR Władimirem Czernyszowem.